# Cena libre
La cena libre era un gran banquete que, en la Antigua Roma se ofrecía a los gladiadores y a los condenados a muerte en los circos, la víspera de su participación en los juegos. Era un acto público, en el que se permitía la presencia de espectadores, por lo que podía ser un acontecimiento muy concurrido.
En las actas del martirio de las santas Perpetua y Felicidad se da testimonio de esta práctica y de cómo los cristianos encarcelados aprovecharon la ocasión para convertir tal festín en un ágape cristiano.